# Þrymlur
Þrymlur (traslitterato come "Thrymlur") è un ciclo mitologico di rímur risalente al XV secolo. Racconta di Thor, di quando pretese il proprio martello Mjöllnir dal gigante Þrymr, un mito tuttora conservato nel poema eddico Þrymskviða. Si crede che la versione del Þrymlur si basi sul Þrymskviða, ma è in qualche modo più dettagliata ed ha alcuni elementi indipendenti.
Il ciclo è composto da tre rímur, ognuno in una forma diversa. Il primo è in ferskeytt, il secondo in braghent ed il terzo in stafhent. I rímur si sono salvati solo grazie ad un manoscritto medievale, lo Staðarhólsbók. L'inizio della prima ríma è andato perso.
Sophus Bugge ha ipotizzato che la canzone tradizionale scandinava intitolata Torsvisen fosse in origine basata sul Þrymlur, dato che mostra numerosi paralleli. Finnur Jónsson e Björn Karel Þórólfsson ritengono improbabile questa ipotesi.